# 烏渓沙

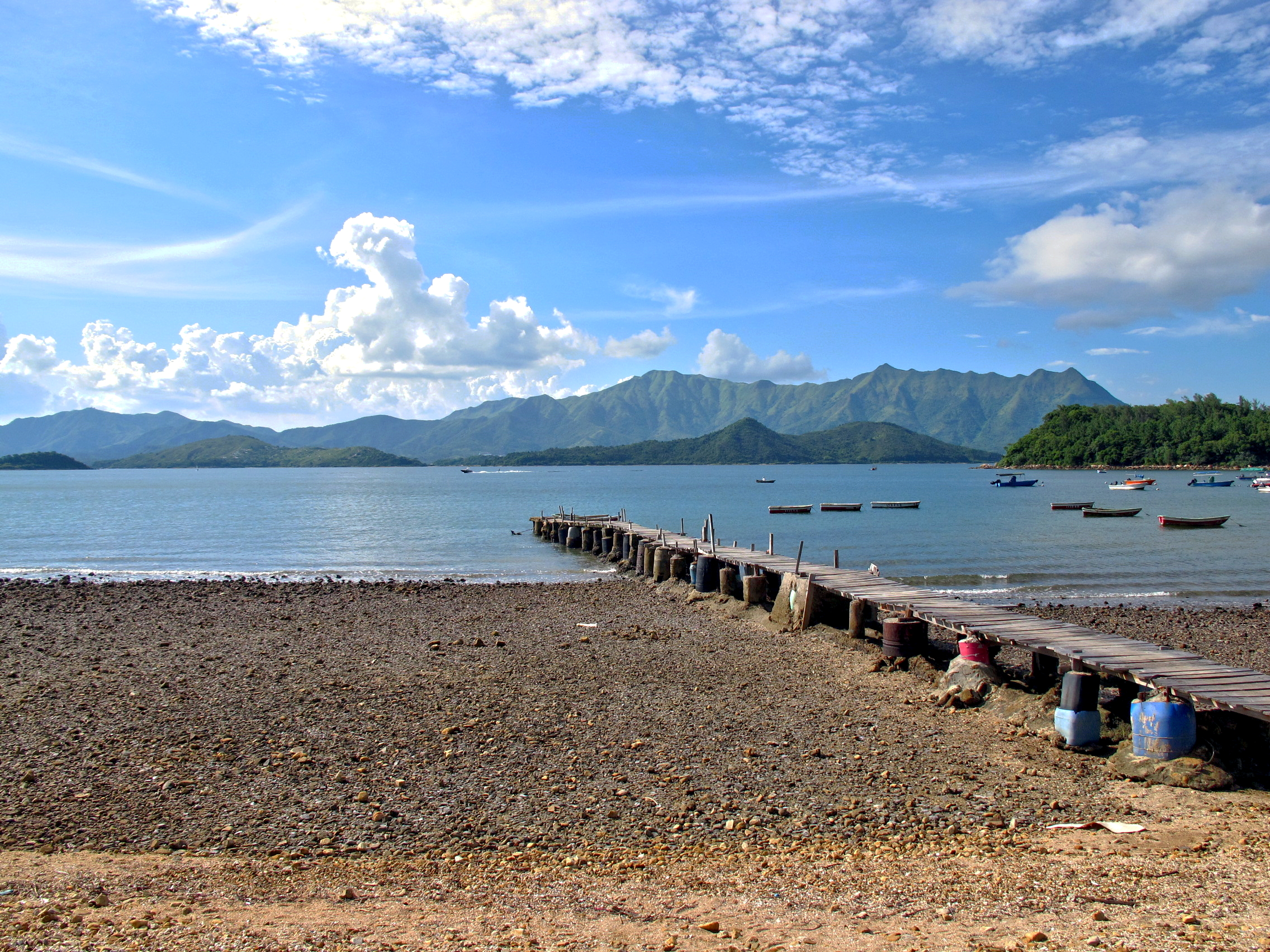
鳥渓沙の木橋はかつて観光客や写真家に人気があったが、2013年1月、違法建築の疑いで突然取り壊されてしまった

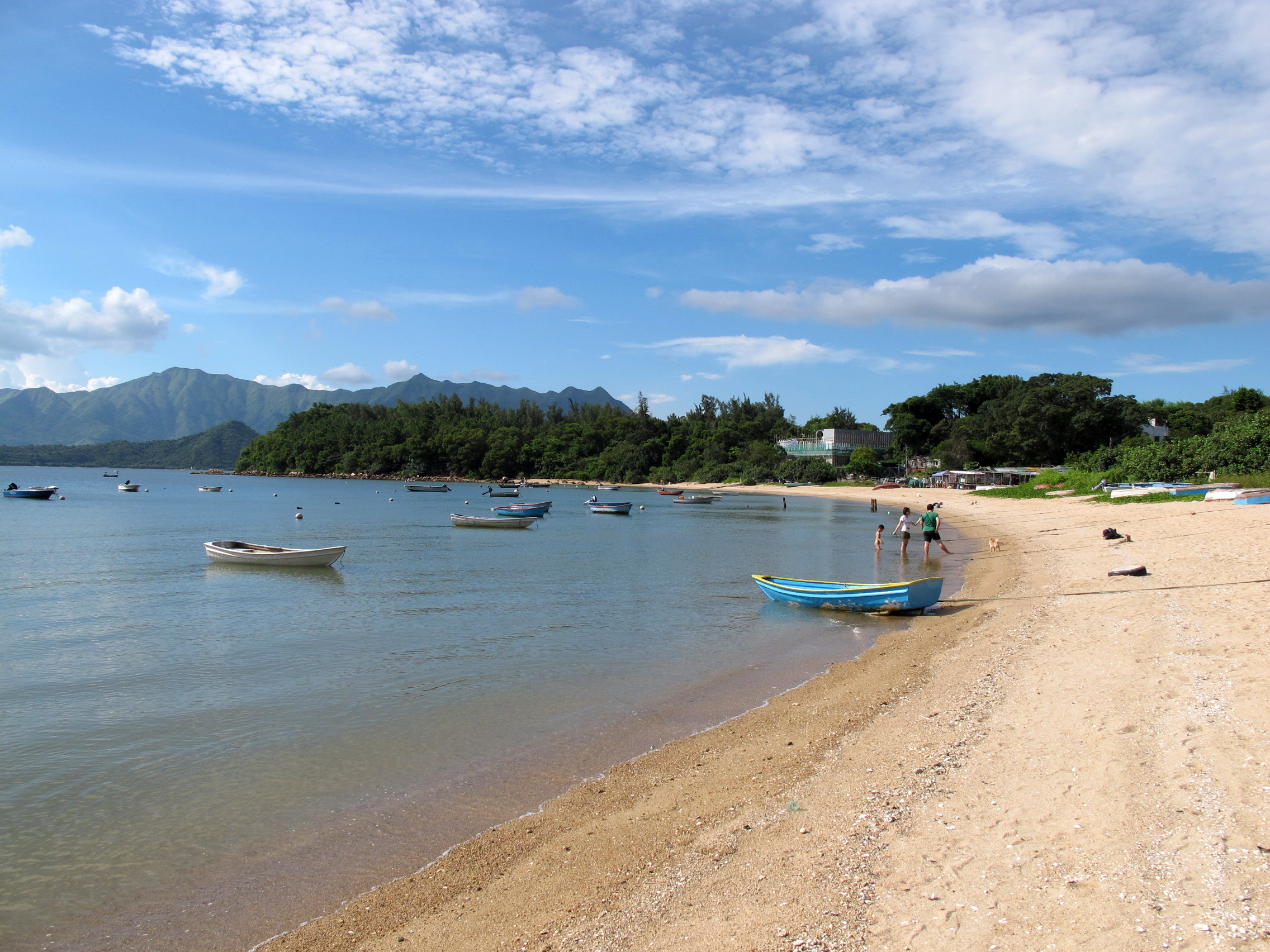
渡頭湾

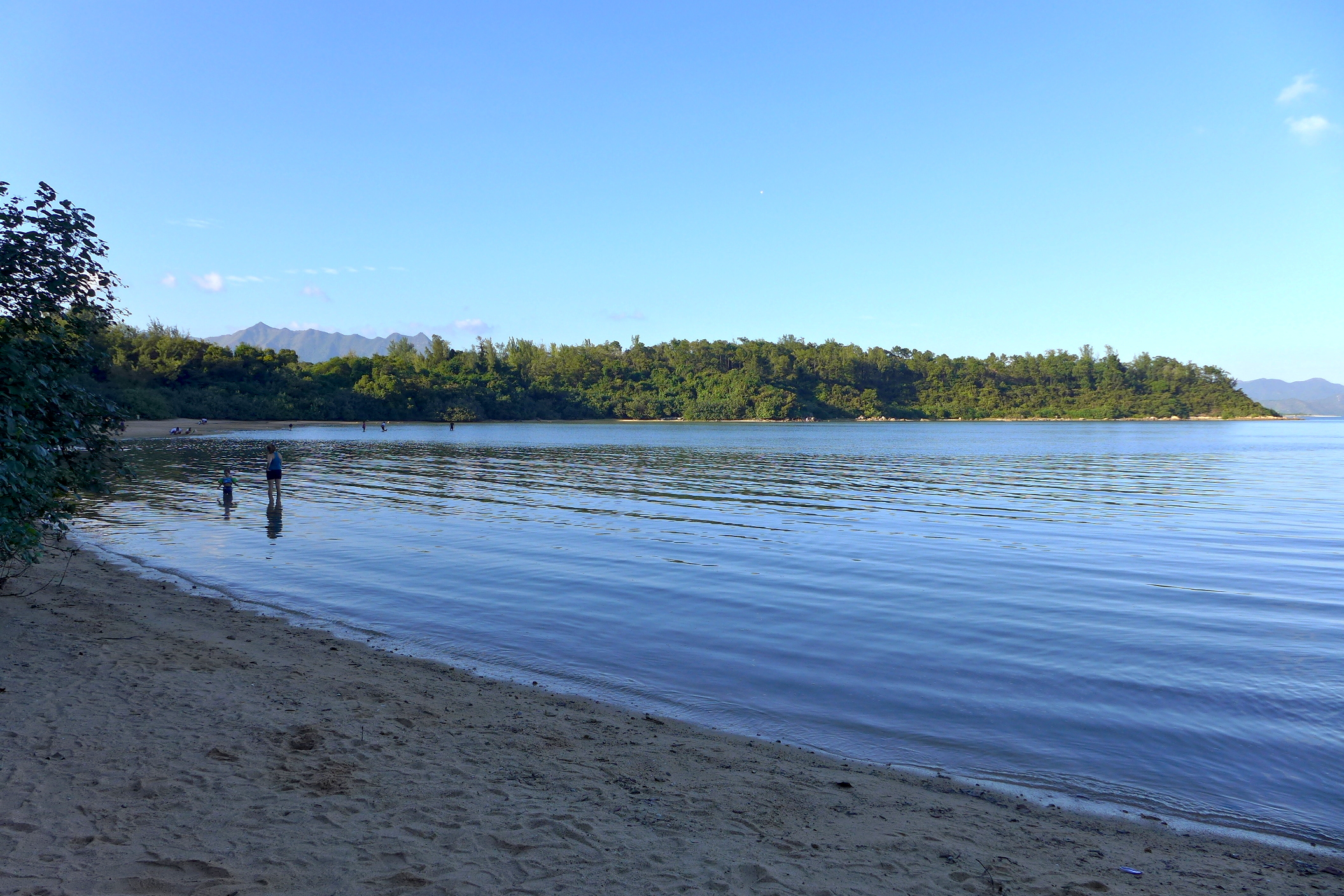
海星湾

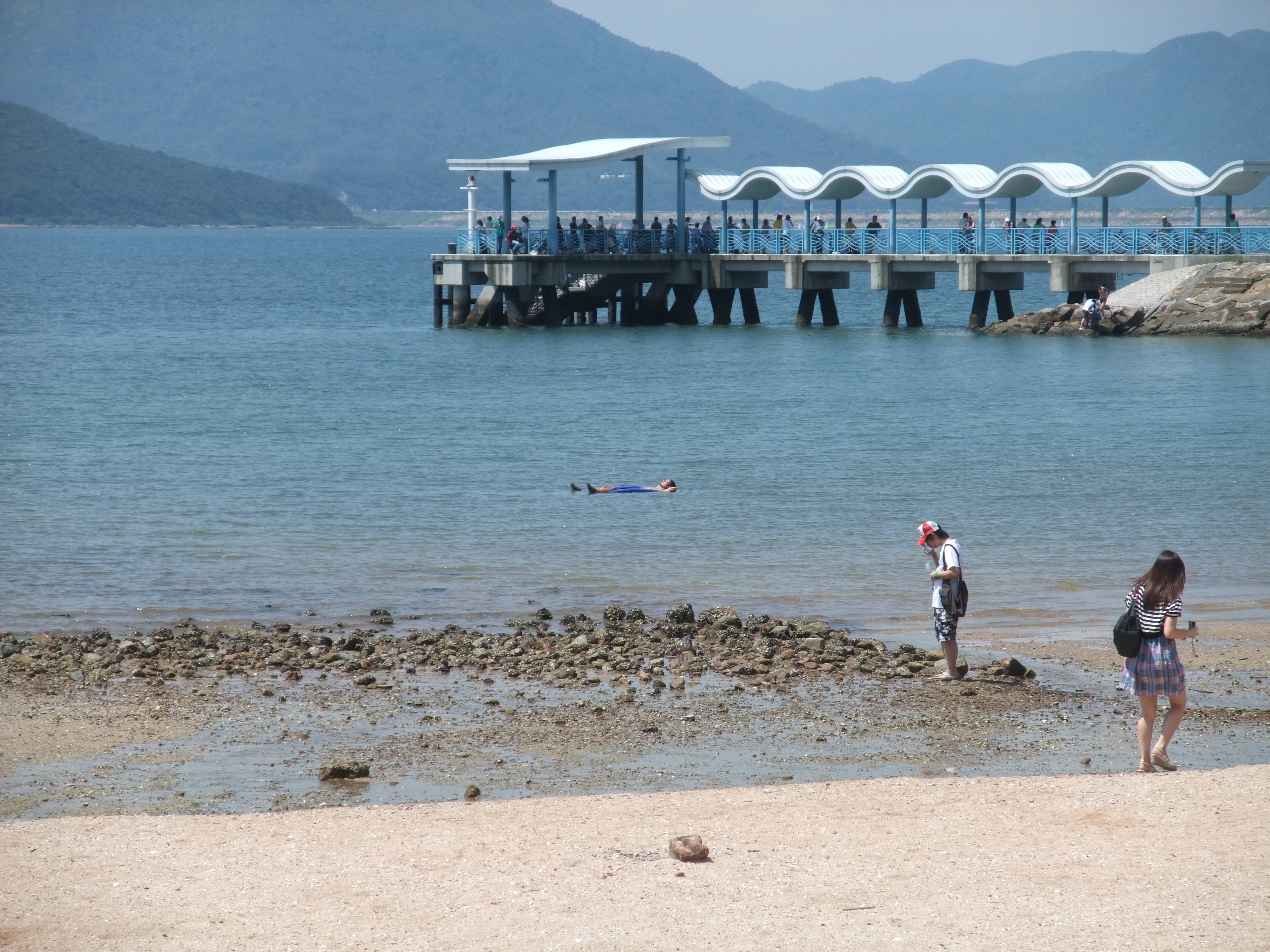
鳥渓沙公衆埠頭

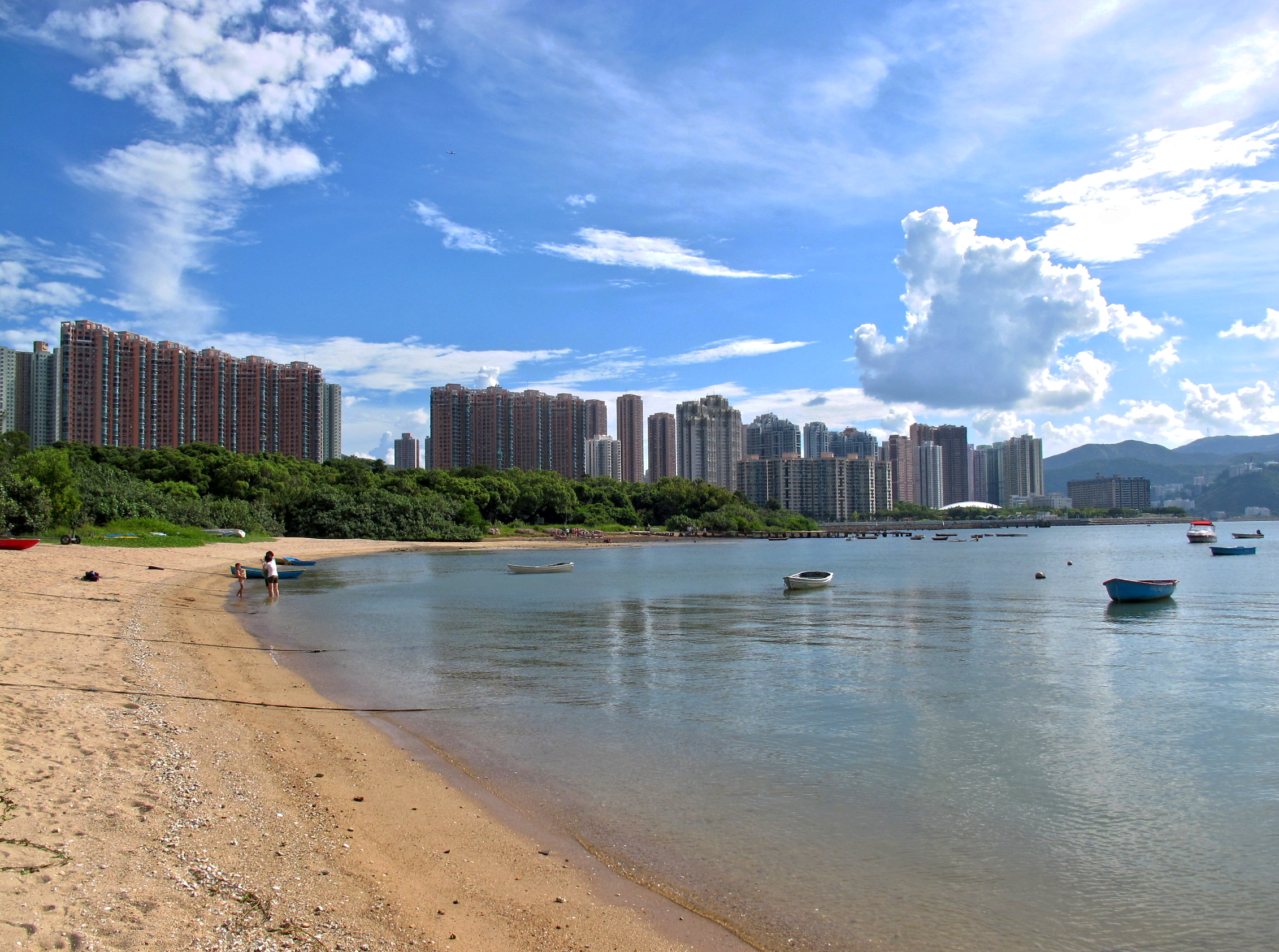
鳥渓沙から馬鞍山ニュータウンを望む

鳥渓沙（うけいさ、中国語: 烏溪沙, 英語: Wu Kai Sha）は、香港新界沙田区にある地区である。香港の行楽地として知られ、近年は民間住宅の開発が盛んである。馬鞍山に隣接する。かつては「烏龜沙/烏雞沙 (Wu Kwai Sha / U Kwai Sha)」と呼ばれていた。

## 歴史
馬鞍山や烏渓沙一帯では、新石器時代後期の骨董品が見つかっており、当時から人が住んでいたことが証明されている。
烏渓沙という名称は、ここが小さな沖積平野であり、山から流れてきた黒い鉄鉱石が滞積していることに由来する。この地には、明の末期から清の初期にかけて、広東人の廖氏が居住していたとされる。嘉慶時代の『新安縣志』第二巻（輿地略）には、烏渓沙の名が記載されている。清末期の地図や書籍には、正式名称として「烏龜沙」が用いられているが、後に村に住み着いた異なる方言を話す人々が「鳥渓沙」と訛って発音したため、こちらが定着した。
烏渓沙は、十四郷と沙田海東岸の村々との中間地点にあるため、ここに大步墟までの街渡と呼ばれる渡し船乗り場が置かれた。街渡は、九広鉄路大学駅横にある馬料水埠頭と烏渓沙を結んでいた。
1980年代末、香港政府は馬鞍山ニュータウンの開発を行い、沙田から馬鞍山や烏渓沙に至る道路をいくつか建設した。また、西貢区に至る西沙路も開通し、烏渓沙の交通が大幅に改善した。また、同時期には、ベトナム戦争以降、ベトナムから船でやってくる難民が増加して問題となり、烏渓沙に白石拘留所が建設された。ここでは、多くの暴動が発生した。ベトナム難民問題は香港返還前に解決する必要が生じ、難民がベトナムに送還された後、拘置所は解体され、ゴルフコースなどの娯楽施設に生まれ変わった。長く使われていた街渡の埠頭は、改良工事が実施された。
2004年、馬鞍山線が開通し、烏渓沙には烏渓沙駅が開業した。
2005年、香港で開催された世界貿易機関の第六回閣僚会議期間中には、1,000人を超える韓国人の農家がデモ活動をするために烏渓沙ユースヴィレッジに滞在した。

## 埋立計画
2012年初頭、香港政府は香港の土地供給問題に対処するため第二次計画を策定し、提案された25の埋め立て地には烏渓沙の天然ビーチも含まれていた。土木開発局の副代表の李鉅標は、提案された場所は最終決定ではなく、2012年半ばまでの公開討議で決定するとした。烏渓沙ビーチは、香港では珍しく住宅地の間近にある天然ビーチであり、馬鞍山の住民にとっては、釣りや凧揚げ、野鳥の観察、日の出や日の入りの鑑賞、月見、海水浴など憩いの場所となっていた。そのため、2012年1月中旬から、近隣住民によって抵抗運動「馬城抗争」が開始された。市民たちはリスト除外を求めてデモ行進を実施し、強い反対を受けて計画は中止された。

## 主な施設
- 烏渓沙ユースヴィレッジ
- 烏渓沙公衆埠頭：1974年〜1983年にかけて油麻地フェリーが馬料水までの船を運航した
- 香港李寶椿総合世界書院（英語版）
- 烏渓沙ビーチ
- 海星湾
- 渡頭湾
- 落禾沙
- 白石

### 郷村
- 落禾沙村
- 長径村
- 渡頭湾村
- 烏渓沙新村
- 烏渓沙村
- 樟木頭村

## 交通
港鉄
- █屯馬線：烏渓沙駅A1、A2、B出入口

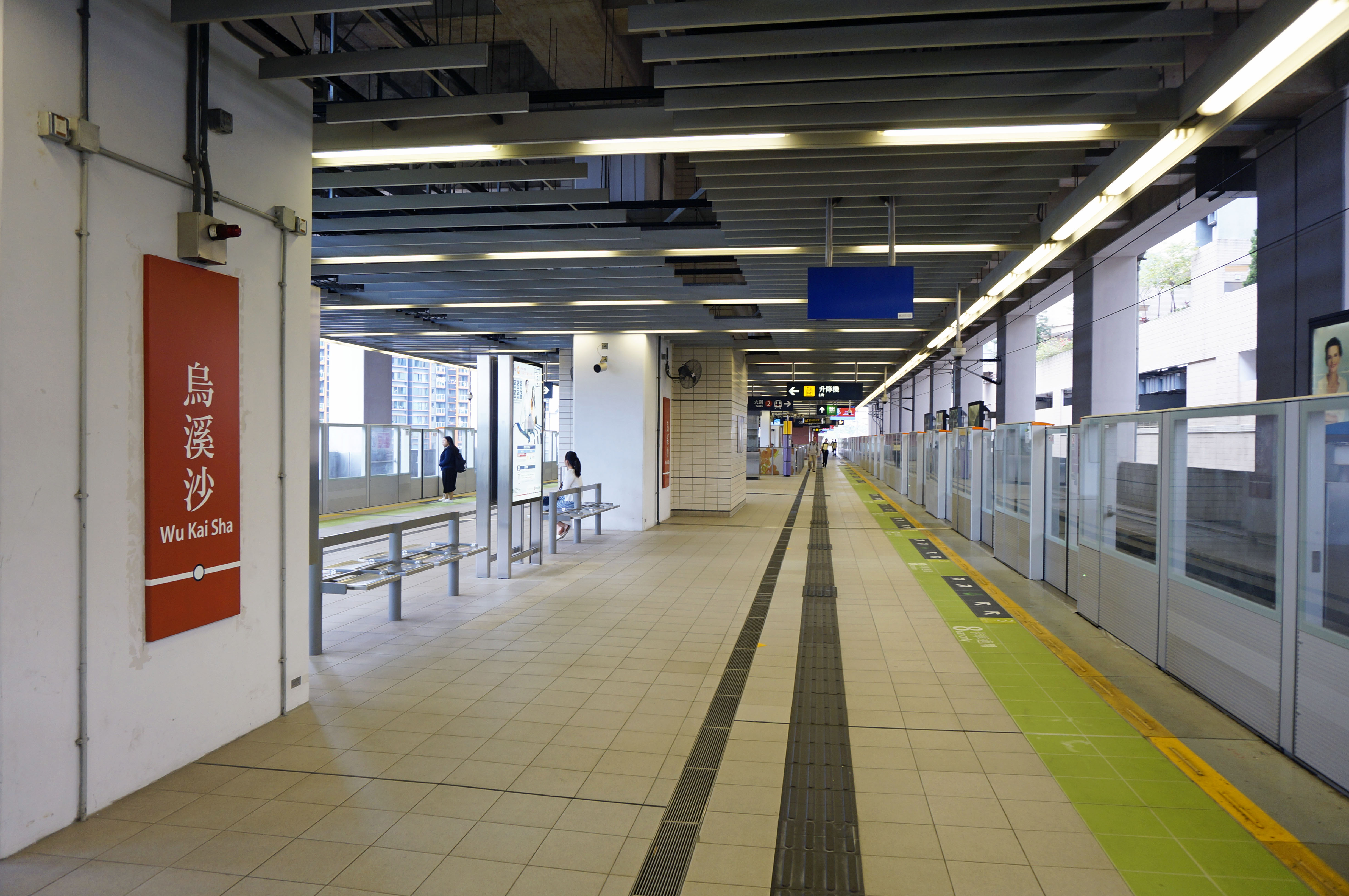
烏溪沙站
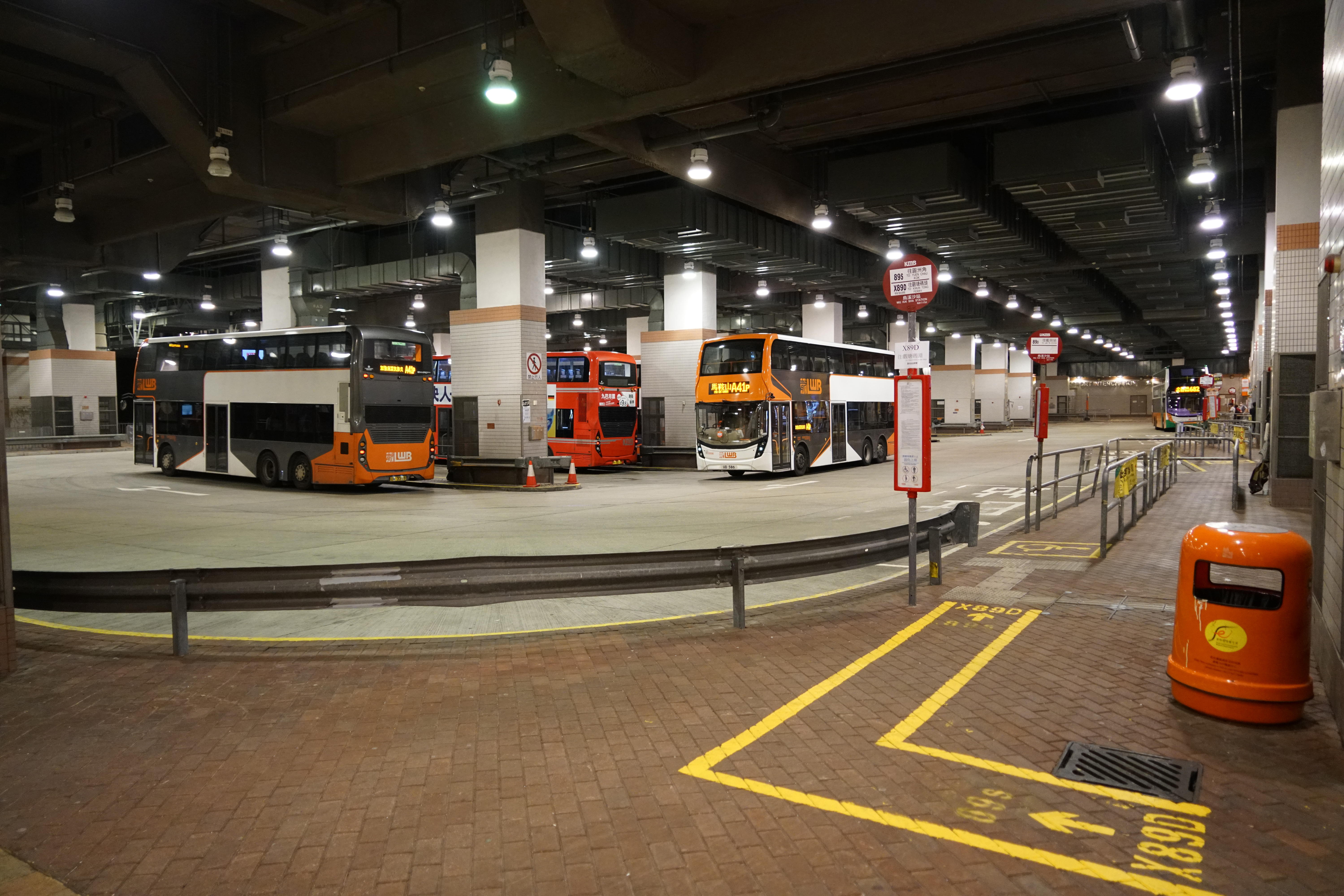
烏溪沙站巴士總站

バス
- 九龍・新界方面：40X、86P、87E、89D、89S、99、274P、X89D、N287
- 香港島方面：680P、680X、682、682A、682P、682X、980X
- ランタオ島方面：A41P、NA40、X40
- ミニバス：807B、807K、807X